# Frame Relay
Frame Relay је један од најпопуларнијих протокола за пренос података (уз Етернет и АТМ). Користи за повезивање ЛАН, СНА, Интернет или чак "гласовних" апликација. Frame Relay је поједностављена форма комутације пакета у коме се синхрони оквири података усмеравају к различитим одредиштима зависно од информација садржаних у заглављу оквира. Упркос великој брзини усмеравања пакета с краја на крај, Frame Relay нема гаранције за интегритет података. Пакети се усмеравају кроз привидне кругове који могу бити сталног или привременог карактера, а за које је могуће извршити резервацију мрежних ресурса дефинисањем зајамчене брзине. Сваки стални привидни круг има трајно конфигурисан пут од извора до одредишта. Без обзира на број логичких веза једна локација корисника се на Frame Relay мрежу веже само једном изнајмљеном линијом. У зависности од топологије ВАН мреже корисника, конфигурисањем опреме помоћу софтверских алата остварују се све потребне међувезе. Frame Relay корисницима јавне мреже за пренос података омогућено је коришћење две класе сервиса:
- класа сервиса Б загарантована брзина,
- класа сервиса Ц загарантована и проширена брзина.